# Comté de Benton (Mississippi)
Pour les articles homonymes, voir Comté de Benton.
Le comté de Benton est situé dans l’État du Mississippi, aux États-Unis. Il comptait 7 646 habitants en 2020. Son siège est Ashland.